# Candelariella corallizoides
Candelariella corallizoides är en lavart som beskrevs av M. Westb. Candelariella corallizoides ingår i släktet Candelariella och familjen Candelariaceae.   Inga underarter finns listade i Catalogue of Life.